# Daniel Carvajal
Daniel Carvajal Ramos Do Santos Cerveca (Leganés, 11 gennaio 1992) è un calciatore spagnolo, difensore del Real Madrid, di cui è capitano, e della nazionale spagnola, con cui ha vinto la UEFA Nations League 2022-2023 e con cui è stato campione d'Europa nel 2024.
Ha legato il suo nome al Real Madrid, con cui ha vinto ventisette titoli. Detiene il record di vittorie di UEFA Champions League (sei, primato condiviso con Francisco Gento, Nacho, Luka Modrić e Toni Kroos) e di Supercoppe UEFA (cinque, primato condiviso con Paolo Maldini, Luka Modrić e Toni Kroos).

## Caratteristiche tecniche
Gioca nella posizione di terzino destro ma può essere impiegato anche come difensore centrale, è un calciatore atleticamente preparato con un fisico forte, ciò gli torna utile nel contrasto fisico, sfrutta forza e velocità per togliere palla all'avversario, usando anche interventi in scivolata. Considerato uno dei migliori terzini della sua generazione, nelle sue corde vanta anche un buon dribbling.

## Carriera

### Club

#### Real Madrid Castilla
Inizia la sua carriera calcistica nel 1999 nel piccolo club dell'ADCR Leman's. Nel 2002 viene ingaggiato dal Real Madrid, con il quale gioca in tutti i livelli delle giovanili. Nel 2010 arriva l'esordio da professionista, vestendo la maglia del Real Madrid Castilla, la seconda squadra del club madrileno. La partita dell'esordio arriva il 19 settembre 2010 nella partita, di Segunda División B, contro l'Extremadura UD persa per 2-0. Il 24 aprile 2011 arriva la sua prima rete in carriera, in occasione della partita, vinta per 6-0, contro il Montañeros. Nella prima stagione da professionista totalizza 30 presenze nelle quali mette a segno un solo gol. Nella stagione successiva conquista la promozione in Segunda División; in questa seconda, ed ultima, stagione con la maglia del RM Castilla scende in campo in 38 partite dove mette a segno due reti.

#### Bayer Leverkusen
Nell'estate del 2012 passa, per una cifra vicina ai 5 milioni di euro, al club tedesco del Bayer Leverkusen. Nel contratto tra le due parti viene inserito anche un contro-riscatto, in favore del club spagnolo, fissato a 6,5 milioni di euro. Il 1º settembre 2012 esordisce, con la nuova maglia, in Bundesliga, in occasione della vittoria casalinga, per 2-0, contro il Freiburg. L'8 novembre successivo esordisce in Europa League nella vittoria casalinga per 3-0, contro il Rapid Vienna. Il primo gol, in terra tedesca, arriva il 25 novembre 2012 nella vittoria esterna, per 2-1, contro l'Hoffenheim. In questa stagione totalizza 36 presenze ed un solo gol; anche grazie alle sue prestazioni il Bayer Leverkusen si piazza al 3º posto in campionato, conquistando così un posto valido per la Champions League.

#### Real Madrid

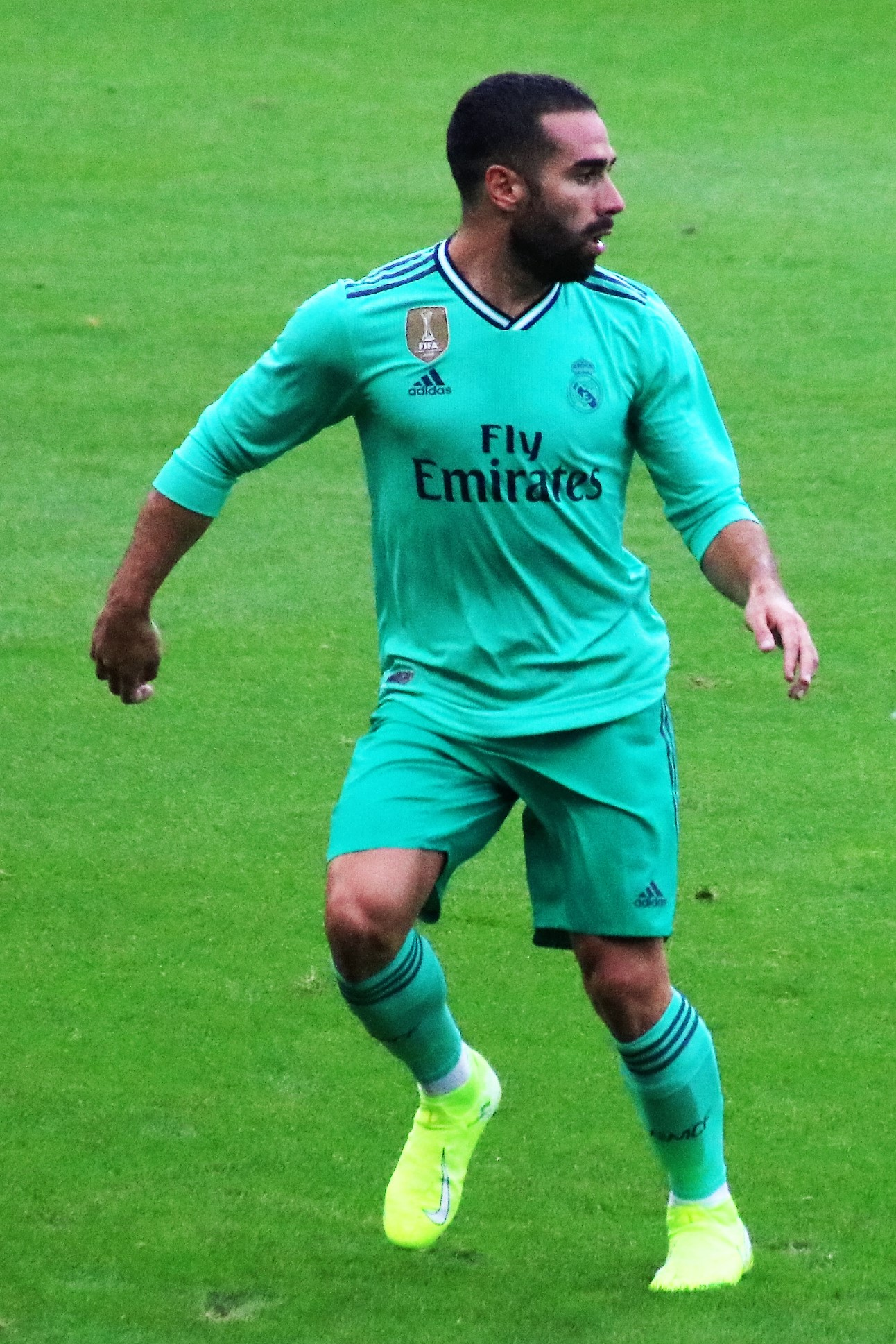
Carvajal con il Real Madrid nel 2019

Il 3 giugno 2013 il Real Madrid esercita l'opzione del contro-riscatto, stipulata nella stagione precedente, per ottenere nuovamente le prestazioni del difensore spagnolo. Esordisce con il club madrileno il 18 agosto successivo, nella prima partita di campionato, vinta per 2-1 contro il Real Betis, giocando tutti i novanta minuti. Il 17 settembre 2013 debutta in UEFA Champions League, nella vittoria esterna per 6-1 contro il Galatasaray. Il 29 marzo 2014 mette a segno il suo primo gol con la maglia dei blancos, nella vittoria interna per 5-0 contro il Rayo Vallecano. Il 16 aprile 2014 conquista la sua prima Coppa del Re ai danni del Barcellona, che viene battuto per 2-1.
Il 24 maggio 2014 vince per la prima volta la UEFA Champions League, battendo in finale per 4-1 ai tempi supplementari i rivali cittadini dell'Atlético Madrid.
Apre la sua seconda stagione con la maglia del Real Madrid con la vittoria della Supercoppa UEFA, grazie al successo per 2-0 contro il Siviglia. Il 23 agosto 2014 perde la Supercoppa di Spagna contro i rivali storici dell'Atlético Madrid, con un risultato complessivo di 2-1.
Il 20 dicembre successivo vince la Coppa del mondo per club, battendo per 2-0 in finale il San Lorenzo.
All'inizio della sua terza stagione rinnova fino al 2020 il contratto che lo lega al Real Madrid. Il 25 novembre 2015 mette a segno la sua prima rete in UEFA Champions League in occasione della partita vinta per 3-4 in trasferta contro lo Šachtar. Il 9 gennaio 2016, in occasione della vittoria interna per 5-0 contro il Deportivo La Coruña, disputa la sua centesima partita con la maglia del Real Madrid. Il 28 maggio 2016 a San Siro, a Milano, vince la UEFA Champions League battendo in finale l'Atlético Madrid ai tiri di rigore.
Inizia la stagione 2016-2017 vincendo la Supercoppa UEFA, segnando il gol decisivo nella finale giocata al Lerkendal Stadion contro il Siviglia e terminata con il risultato di 3-2 per i blancos ai tempi supplementari. Nel corso della stagione si aggiudica sia il campionato, sia la UEFA Champions League, battendo in finale la Juventus per 4-1 al Millennium Stadium di Cardiff.
Inizia la nuova stagione vincendo la Supercoppa UEFA contro il Manchester United. Nell'annata si aggiudica la UEFA Champions League battendo per 3-1 il Liverpool nella finale dello stadio Olimpico di Kiev, partita in cui parte da titolare per poi essere sostituito per infortunio da Nacho.
Nel 2023-2024 vince la UEFA Champions League siglando il primo gol nella finale di Wembley, a Londra, vinta per 2-0 contro il Borussia Dortmund. Si aggiudica così il trofeo per la sesta volta insieme ai compagni Nacho, Toni Kroos e Luka Modrić, eguagliando il record di Francisco Gento.
Il 5 ottobre 2024 riporta la rottura del legamento crociato anteriore, con annessa lesione del collaterale laterale e dell'angolo posterolaterale del ginocchio destro durante la partita di Liga contro il Villarreal, con un periodo di recupero stimato tra gli otto e i dieci mesi. Il giorno seguente l'infortunio prolunga il suo contratto con le merengues fino al 2026.

### Nazionale

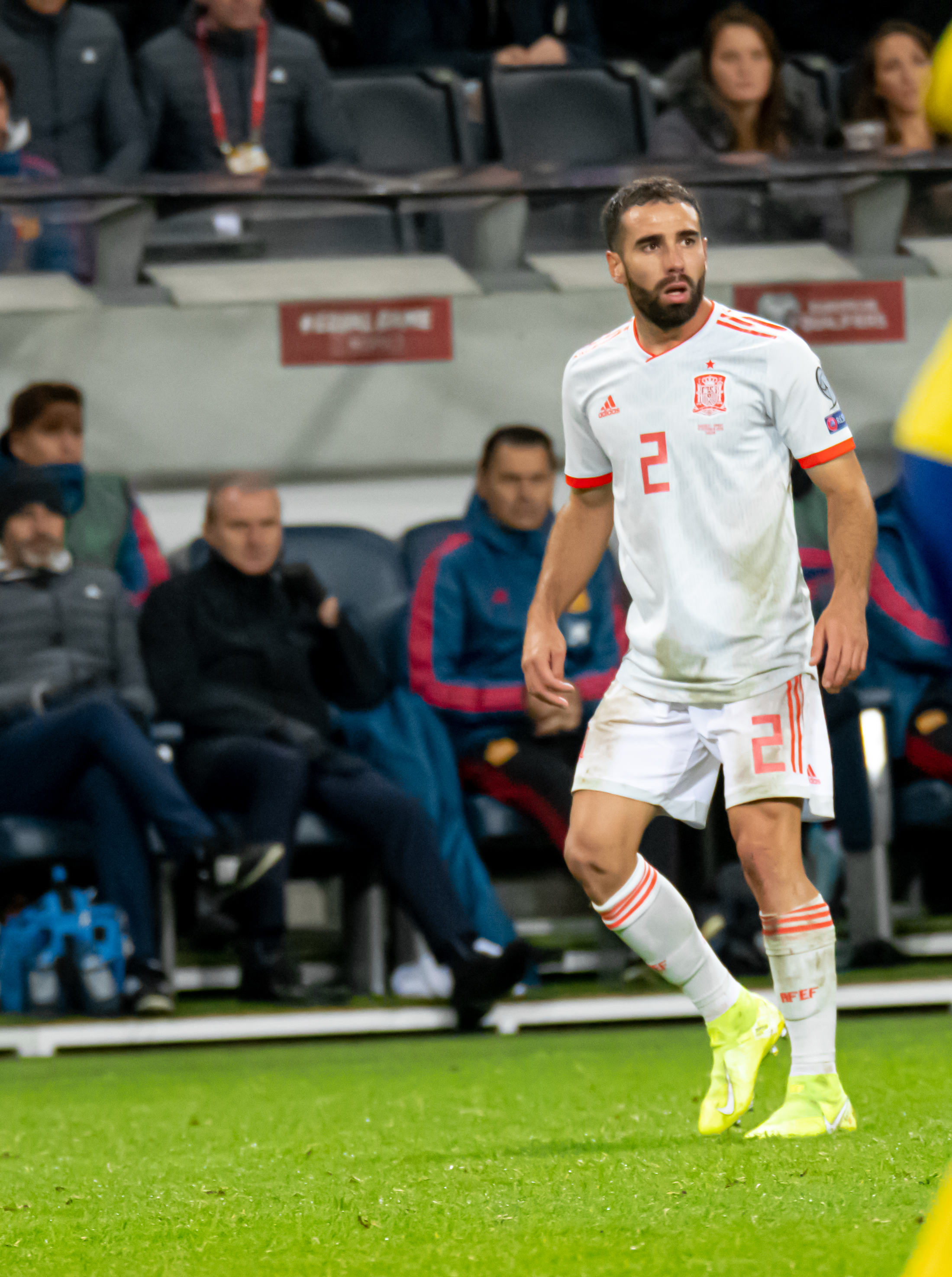
Carvajal con la nazionale spagnola nel 2019

Con la maglia della Spagna Under-19 e con quella della Spagna Under-21 ha vinto due campionati europei di calcio; il primo nel 2011 in Romania con l'U19, mentre il secondo invece nel 2013 in Israele con l'U21.
Il 4 settembre 2014 fa il suo esordio con la maglia della nazionale maggiore, in occasione della partita amichevole contro la Francia persa 1-0.
A causa di un infortunio è stato costretto a saltare Euro 2016.
Il 21 maggio 2018 viene incluso dal commissario tecnico della Spagna Lopetegui nella lista dei convocati per il Mondiale di Russia 2018, che per la nazionale spagnola si conclude allo stadio degli ottavi di finale, nei quali viene sconfitta ai rigori dai padroni di casa della Russia.
Sempre per infortunio è costretto a saltare Euro 2020.
Il 18 giugno 2023 segna il rigore decisivo in finale di UEFA Nations League contro la Croazia, contribuendo alla vittoria di un trofeo internazionale della Spagna a 11 anni di distanza dall'ultima volta.
Nel 2024 partecipa al campionato europeo in Germania. Va in gol nella partita d'esordio, mettendo a segno l'ultima rete nel 3-0 della nazionale iberica sulla Croazia; al contempo questa è stata la sua prima rete per la selezione iberica. In totale gioca 5 partite, compresa la vittoriosa finale contro la nazionale inglese.

## Statistiche

### Presenze e reti nei club
Statistiche aggiornate al 9 luglio 2025.
| Stagione                | Squadra                 | Campionato              | Campionato | Campionato | Coppe nazionali | Coppe nazionali | Coppe nazionali | Coppe continentali | Coppe continentali | Coppe continentali | Altre coppe | Altre coppe | Altre coppe | Totale | Totale |
| Stagione                | Squadra                 | Comp                    | Pres       | Reti       | Comp            | Pres            | Reti            | Comp               | Pres               | Reti               | Comp        | Pres        | Reti        | Pres   | Reti   |
| ----------------------- | ----------------------- | ----------------------- | ---------- | ---------- | --------------- | --------------- | --------------- | ------------------ | ------------------ | ------------------ | ----------- | ----------- | ----------- | ------ | ------ |
| 2010-2011               | Real M. Castilla        | SDB                     | 29+1       | 1+0        | -               | -               | -               | -                  | -                  | -                  | -           | -           | -           | 30     | 1      |
| 2011-2012               | Real M. Castilla        | SDB                     | 34+4       | 2+0        | -               | -               | -               | -                  | -                  | -                  | -           | -           | -           | 38     | 2      |
| Totale Real M. Castilla | Totale Real M. Castilla | Totale Real M. Castilla | 63+5       | 3+0        |                 | -               | -               |                    | -                  | -                  |             | -           | -           | 68     | 3      |
| 2012-2013               | Bayer Leverkusen        | BL                      | 32         | 1          | CG              | 2               | 0               | UEL                | 2                  | 0                  | -           | -           | -           | 36     | 1      |
| 2013-2014               | Real Madrid             | PD                      | 31         | 2          | CR              | 4               | 0               | UCL                | 10                 | 0                  | -           | -           | -           | 45     | 2      |
| 2014-2015               | Real Madrid             | PD                      | 30         | 0          | CR              | 3               | 0               | UCL                | 5                  | 0                  | SU+SS+Cmc   | 1+2+2       | 0           | 43     | 0      |
| 2015-2016               | Real Madrid             | PD                      | 22         | 0          | CR              | 0               | 0               | UCL                | 8                  | 1                  | -           | -           | -           | 30     | 1      |
| 2016-2017               | Real Madrid             | PD                      | 23         | 0          | CR              | 4               | 0               | UCL                | 11                 | 0                  | SU+Cmc      | 1+2         | 1+0         | 41     | 1      |
| 2017-2018               | Real Madrid             | PD                      | 25         | 0          | CR              | 4               | 0               | UCL                | 8                  | 0                  | SU+SS+Cmc   | 1+2+2       | 0           | 42     | 0      |
| 2018-2019               | Real Madrid             | PD                      | 24         | 1          | CR              | 4               | 0               | UCL                | 6                  | 0                  | SU+Cmc      | 1+2         | 0           | 37     | 1      |
| 2019-2020               | Real Madrid             | PD                      | 31         | 1          | CR              | 2               | 0               | UCL                | 7                  | 0                  | SS          | 2           | 0           | 42     | 1      |
| 2020-2021               | Real Madrid             | PD                      | 13         | 0          | CR              | 0               | 0               | UCL                | 2                  | 0                  | SS          | -           | -           | 15     | 0      |
| 2021-2022               | Real Madrid             | PD                      | 24         | 1          | CR              | 0               | 0               | UCL                | 11                 | 0                  | SS          | 1           | 0           | 36     | 1      |
| 2022-2023               | Real Madrid             | PD                      | 27         | 0          | CR              | 3               | 0               | UCL                | 11                 | 0                  | SS+SU+Cmc   | 2+1+1       | 0           | 44     | 0      |
| 2023-2024               | Real Madrid             | PD                      | 28         | 4          | CR              | 1               | 0               | UCL                | 10                 | 1                  | SS          | 2           | 1           | 41     | 6      |
| 2024-2025               | Real Madrid             | PD                      | 8          | 1          | CR              | 0               | 0               | UCL                | 2                  | 0                  | SU+SS+Cmc   | 1+0+1       | 0           | 12     | 1      |
| Totale Real Madrid      | Totale Real Madrid      | Totale Real Madrid      | 286        | 10         |                 | 25              | 0               |                    | 91                 | 2                  |             | 26          | 2           | 428    | 14     |
| Totale carriera         | Totale carriera         | Totale carriera         | 381+5      | 14+0       |                 | 27              | 0               |                    | 93                 | 2                  |             | 26          | 2           | 532    | 18     |

### Cronologia presenze e reti in nazionale
| Cronologia completa delle presenze e delle reti in nazionale ― Spagna | Cronologia completa delle presenze e delle reti in nazionale ― Spagna | Cronologia completa delle presenze e delle reti in nazionale ― Spagna | Cronologia completa delle presenze e delle reti in nazionale ― Spagna | Cronologia completa delle presenze e delle reti in nazionale ― Spagna | Cronologia completa delle presenze e delle reti in nazionale ― Spagna | Cronologia completa delle presenze e delle reti in nazionale ― Spagna | Cronologia completa delle presenze e delle reti in nazionale ― Spagna |
| Data                                                                  | Città                                                                 | In casa                                                               | Risultato                                                             | Ospiti                                                                | Competizione                                                          | Reti                                                                  | Note                                                                  |
| --------------------------------------------------------------------- | --------------------------------------------------------------------- | --------------------------------------------------------------------- | --------------------------------------------------------------------- | --------------------------------------------------------------------- | --------------------------------------------------------------------- | --------------------------------------------------------------------- | --------------------------------------------------------------------- |
| 4-9-2014                                                              | Saint-Denis                                                           | Francia                                                               | 1 – 0                                                                 | Spagna                                                                | Amichevole                                                            | -                                                                     | 78’                                                                   |
| 12-10-2014                                                            | Lussemburgo                                                           | Lussemburgo                                                           | 0 – 4                                                                 | Spagna                                                                | Qual. Euro 2016                                                       | -                                                                     |                                                                       |
| 31-3-2015                                                             | Amsterdam                                                             | Paesi Bassi                                                           | 2 – 0                                                                 | Spagna                                                                | Amichevole                                                            | -                                                                     |                                                                       |
| 11-6-2015                                                             | León                                                                  | Spagna                                                                | 2 – 1                                                                 | Costa Rica                                                            | Amichevole                                                            | -                                                                     |                                                                       |
| 8-9-2015                                                              | Skopje                                                                | Macedonia                                                             | 0 – 1                                                                 | Spagna                                                                | Qual. Euro 2016                                                       | -                                                                     |                                                                       |
| 1-9-2016                                                              | Bruxelles                                                             | Belgio                                                                | 0 – 2                                                                 | Spagna                                                                | Amichevole                                                            | -                                                                     | 85’                                                                   |
| 6-10-2016                                                             | Torino                                                                | Italia                                                                | 1 – 1                                                                 | Spagna                                                                | Qual. Mondiali 2018                                                   | -                                                                     |                                                                       |
| 12-11-2016                                                            | Granada                                                               | Spagna                                                                | 4 – 0                                                                 | Macedonia                                                             | Qual. Mondiali 2018                                                   | -                                                                     |                                                                       |
| 15-11-2016                                                            | Londra                                                                | Inghilterra                                                           | 2 – 2                                                                 | Spagna                                                                | Amichevole                                                            | -                                                                     | 75’                                                                   |
| 24-3-2017                                                             | Gijón                                                                 | Spagna                                                                | 4 – 1                                                                 | Israele                                                               | Qual. Mondiali 2018                                                   | -                                                                     |                                                                       |
| 28-3-2017                                                             | Parigi                                                                | Francia                                                               | 0 – 2                                                                 | Spagna                                                                | Amichevole                                                            | -                                                                     |                                                                       |
| 11-6-2017                                                             | Skopje                                                                | Macedonia                                                             | 1 – 2                                                                 | Spagna                                                                | Qual. Mondiali 2018                                                   | -                                                                     |                                                                       |
| 2-9-2017                                                              | Madrid                                                                | Spagna                                                                | 3 – 0                                                                 | Italia                                                                | Qual. Mondiali 2018                                                   | -                                                                     |                                                                       |
| 23-3-2018                                                             | Düsseldorf                                                            | Germania                                                              | 1 – 1                                                                 | Spagna                                                                | Amichevole                                                            | -                                                                     |                                                                       |
| 27-3-2018                                                             | Madrid                                                                | Spagna                                                                | 6 – 1                                                                 | Argentina                                                             | Amichevole                                                            | -                                                                     |                                                                       |
| 20-6-2018                                                             | Kazan'                                                                | Iran                                                                  | 0 – 1                                                                 | Spagna                                                                | Mondiali 2018 - 1º turno                                              | -                                                                     |                                                                       |
| 25-6-2018                                                             | Kaliningrad                                                           | Spagna                                                                | 2 – 2                                                                 | Marocco                                                               | Mondiali 2018 - 1º turno                                              | -                                                                     |                                                                       |
| 1-7-2018                                                              | Mosca                                                                 | Spagna                                                                | 1 – 1 dts (3 – 4 dtr)                                                 | Russia                                                                | Mondiali 2018 - Ottavi di finale                                      | -                                                                     | 50’                                                                   |
| 8-9-2018                                                              | Londra                                                                | Inghilterra                                                           | 1 – 2                                                                 | Spagna                                                                | UEFA Nations League 2018-2019 - 1º turno                              | -                                                                     | 84’                                                                   |
| 11-9-2018                                                             | Elche                                                                 | Spagna                                                                | 6 – 0                                                                 | Croazia                                                               | UEFA Nations League 2018-2019 - 1º turno                              | -                                                                     | 75’                                                                   |
| 10-6-2019                                                             | Madrid                                                                | Spagna                                                                | 3 – 0                                                                 | Svezia                                                                | Qual. Euro 2020                                                       | -                                                                     |                                                                       |
| 8-9-2019                                                              | Gijón                                                                 | Spagna                                                                | 4 – 0                                                                 | Fær Øer                                                               | Qual. Euro 2020                                                       | -                                                                     |                                                                       |
| 15-10-2019                                                            | Stoccolma                                                             | Svezia                                                                | 1 – 1                                                                 | Spagna                                                                | Qual. Euro 2020                                                       | -                                                                     | 81’                                                                   |
| 18-11-2019                                                            | Madrid                                                                | Spagna                                                                | 5 – 0                                                                 | Romania                                                               | Qual. Euro 2020                                                       | -                                                                     |                                                                       |
| 3-9-2020                                                              | Stoccarda                                                             | Germania                                                              | 1 – 1                                                                 | Spagna                                                                | UEFA Nations League 2020-2021 - 1º turno                              | -                                                                     |                                                                       |
| 11-11-2021                                                            | Atene                                                                 | Grecia                                                                | 0 – 1                                                                 | Spagna                                                                | Qual. Mondiali 2022                                                   | -                                                                     | 78’                                                                   |
| 26-3-2022                                                             | Cornellà de Llobregat                                                 | Spagna                                                                | 2 – 1                                                                 | Albania                                                               | Amichevole                                                            | -                                                                     | 71’                                                                   |
| 5-6-2022                                                              | Praga                                                                 | Rep. Ceca                                                             | 2 – 2                                                                 | Spagna                                                                | UEFA Nations League 2022-2023 - 1º turno                              | -                                                                     |                                                                       |
| 12-6-2022                                                             | Malaga                                                                | Spagna                                                                | 2 – 0                                                                 | Rep. Ceca                                                             | UEFA Nations League 2022-2023 - 1º turno                              | -                                                                     | 78’                                                                   |
| 27-9-2022                                                             | Braga                                                                 | Portogallo                                                            | 0 – 1                                                                 | Spagna                                                                | UEFA Nations League 2022-2023 - 1º turno                              | -                                                                     | 55’                                                                   |
| 17-11-2022                                                            | Amman                                                                 | Giordania                                                             | 1 – 3                                                                 | Spagna                                                                | Amichevole                                                            | -                                                                     | 45’                                                                   |
| 27-11-2022                                                            | Al Khor                                                               | Spagna                                                                | 1 – 1                                                                 | Germania                                                              | Mondiali 2022 - 1º turno                                              | -                                                                     |                                                                       |
| 1-12-2022                                                             | Al Rayyan                                                             | Giappone                                                              | 2 – 1                                                                 | Spagna                                                                | Mondiali 2022 - 1º turno                                              | -                                                                     | 45’                                                                   |
| 25-3-2023                                                             | Malaga                                                                | Spagna                                                                | 3 – 0                                                                 | Norvegia                                                              | Qual. Euro 2024                                                       | -                                                                     |                                                                       |
| 28-3-2023                                                             | Glasgow                                                               | Scozia                                                                | 2 – 0                                                                 | Spagna                                                                | Qual. Euro 2024                                                       | -                                                                     | 46’ 68’                                                               |
| 18-6-2023                                                             | Rotterdam                                                             | Croazia                                                               | 0 – 0 dts (4 – 5 dtr)                                                 | Spagna                                                                | UEFA Nations League 2022-2023 - Finale                                | -                                                                     | 97’                                                                   |
| 8-9-2023                                                              | Tbilisi                                                               | Georgia                                                               | 1 – 7                                                                 | Spagna                                                                | Qual. Euro 2024                                                       | -                                                                     |                                                                       |
| 12-9-2023                                                             | Granada                                                               | Spagna                                                                | 6 – 0                                                                 | Cipro                                                                 | Qual. Euro 2024                                                       | -                                                                     |                                                                       |
| 12-10-2023                                                            | Siviglia                                                              | Spagna                                                                | 2 – 0                                                                 | Scozia                                                                | Qual. Euro 2024                                                       | -                                                                     | 59’ 67’                                                               |
| 15-10-2023                                                            | Oslo                                                                  | Norvegia                                                              | 0 – 1                                                                 | Spagna                                                                | Qual. Euro 2024                                                       | -                                                                     |                                                                       |
| 16-11-2023                                                            | Limassol                                                              | Cipro                                                                 | 1 – 3                                                                 | Spagna                                                                | Qual. Euro 2024                                                       | -                                                                     | 65’                                                                   |
| 19-11-2023                                                            | Valladolid                                                            | Spagna                                                                | 3 – 1                                                                 | Georgia                                                               | Qual. Euro 2024                                                       | -                                                                     |                                                                       |
| 26-3-2024                                                             | Madrid                                                                | Spagna                                                                | 3 – 3                                                                 | Brasile                                                               | Amichevole                                                            | -                                                                     | 51’                                                                   |
| 8-6-2024                                                              | Palma di Maiorca                                                      | Spagna                                                                | 5 – 1                                                                 | Irlanda del Nord                                                      | Amichevole                                                            | -                                                                     |                                                                       |
| 15-6-2024                                                             | Berlino                                                               | Spagna                                                                | 3 – 0                                                                 | Croazia                                                               | Euro 2024 - 1º turno                                                  | 1                                                                     |                                                                       |
| 20-6-2024                                                             | Francoforte sul Meno                                                  | Spagna                                                                | 1 – 0                                                                 | Italia                                                                | Euro 2024 - 1º turno                                                  | -                                                                     | 90’                                                                   |
| 30-6-2024                                                             | Colonia                                                               | Spagna                                                                | 4 – 1                                                                 | Georgia                                                               | Euro 2024 - Ottavi di finale                                          | -                                                                     | 81’                                                                   |
| 5-7-2024                                                              | Stoccarda                                                             | Spagna                                                                | 2 – 1 dts                                                             | Germania                                                              | Euro 2024 - Quarti di finale                                          | -                                                                     | 100’                                                                  |
| 14-7-2024                                                             | Berlino                                                               | Spagna                                                                | 2 – 1                                                                 | Inghilterra                                                           | Euro 2024 - Finale                                                    | -                                                                     |                                                                       |
| 5-9-2024                                                              | Belgrado                                                              | Serbia                                                                | 0 – 0                                                                 | Spagna                                                                | UEFA Nations League 2024-2025 - 1º turno                              | -                                                                     | cap. 27’                                                              |
| 8-9-2024                                                              | Ginevra                                                               | Svizzera                                                              | 1 – 4                                                                 | Spagna                                                                | UEFA Nations League 2024-2025 - 1º turno                              | -                                                                     | 69’                                                                   |
| Totale                                                                |                                                                       | Presenze                                                              | 51                                                                    |                                                                       | Reti                                                                  | 1                                                                     |                                                                       |

| Cronologia completa delle presenze e delle reti in nazionale ― Spagna under 21 | Cronologia completa delle presenze e delle reti in nazionale ― Spagna under 21 | Cronologia completa delle presenze e delle reti in nazionale ― Spagna under 21 | Cronologia completa delle presenze e delle reti in nazionale ― Spagna under 21 | Cronologia completa delle presenze e delle reti in nazionale ― Spagna under 21 | Cronologia completa delle presenze e delle reti in nazionale ― Spagna under 21 | Cronologia completa delle presenze e delle reti in nazionale ― Spagna under 21 | Cronologia completa delle presenze e delle reti in nazionale ― Spagna under 21 |
| Data                                                                           | Città                                                                          | In casa                                                                        | Risultato                                                                      | Ospiti                                                                         | Competizione                                                                   | Reti                                                                           | Note                                                                           |
| ------------------------------------------------------------------------------ | ------------------------------------------------------------------------------ | ------------------------------------------------------------------------------ | ------------------------------------------------------------------------------ | ------------------------------------------------------------------------------ | ------------------------------------------------------------------------------ | ------------------------------------------------------------------------------ | ------------------------------------------------------------------------------ |
| 13-11-2012                                                                     | Siena                                                                          | Italia under 21                                                                | 1 – 3                                                                          | Spagna under 21                                                                | Amichevole                                                                     | -                                                                              | 58’                                                                            |
| 5-2-2013                                                                       | Malines                                                                        | Belgio under 21                                                                | 1 – 3                                                                          | Spagna under 21                                                                | Amichevole                                                                     | -                                                                              |                                                                                |
| 12-6-2013                                                                      | Petah Tiqwa                                                                    | Spagna under 21                                                                | 3 – 0                                                                          | Paesi Bassi under 21                                                           | Europeo Under-21 2013 - 1º turno                                               | -                                                                              |                                                                                |
| 5-9-2013                                                                       | Graz                                                                           | Austria under 21                                                               | 2 – 6                                                                          | Spagna under 21                                                                | Qual. Europeo Under-21 2015                                                    | 1                                                                              |                                                                                |
| 9-9-2013                                                                       | Logroño                                                                        | Spagna under 21                                                                | 4 – 0                                                                          | Albania under 21                                                               | Qual. Europeo Under-21 2015                                                    | -                                                                              |                                                                                |
| 10-10-2013                                                                     | Murcia                                                                         | Spagna under 21                                                                | 3 – 2                                                                          | Bosnia ed Erzegovina under 21                                                  | Qual. Europeo Under-21 2015                                                    | -                                                                              |                                                                                |
| 14-10-2013                                                                     | Cartagena                                                                      | Spagna under 21                                                                | 1 – 0                                                                          | Ungheria under 21                                                              | Qual. Europeo Under-21 2015                                                    | -                                                                              |                                                                                |
| 14-11-2013                                                                     | Zenica                                                                         | Bosnia ed Erzegovina under 21                                                  | 1 – 6                                                                          | Spagna under 21                                                                | Qual. Europeo Under-21 2015                                                    | -                                                                              |                                                                                |
| 18-11-2013                                                                     | Elbasan                                                                        | Albania under 21                                                               | 0 – 2                                                                          | Spagna under 21                                                                | Qual. Europeo Under-21 2015                                                    | -                                                                              |                                                                                |
| 4-3-2014                                                                       | Palencia                                                                       | Spagna under 21                                                                | 2 – 0                                                                          | Germania under 21                                                              | Amichevole                                                                     | -                                                                              |                                                                                |
| Totale                                                                         |                                                                                | Presenze                                                                       | 9                                                                              |                                                                                | Reti                                                                           | 1                                                                              |                                                                                |

## Palmarès

### Club

#### Competizioni nazionali
- Campionato spagnolo di terza divisione: 1

Real Madrid Castilla: 2011-2012
- Coppa di Spagna: 2

Real Madrid: 2013-2014, 2022-2023
- Campionato spagnolo: 4

Real Madrid: 2016-2017, 2019-2020, 2021-2022, 2023-2024
- Supercoppa di Spagna: 4

Real Madrid: 2017, 2019, 2021, 2024

#### Competizioni internazionali
- UEFA Champions League: 6  (record condiviso con Francisco Gento, Nacho, Luka Modrić e Toni Kroos)

Real Madrid: 2013-2014, 2015-2016, 2016-2017, 2017-2018, 2021-2022, 2023-2024
- Supercoppa UEFA: 5  (record condiviso con Paolo Maldini, Toni Kroos e Luka Modrić)

Real Madrid: 2014, 2016, 2017, 2022, 2024
- Coppa del mondo per club: 5

Real Madrid: 2014, 2016, 2017, 2018, 2022
- Coppa Intercontinentale FIFA: 1

Real Madrid: 2024

### Nazionale

#### Competizioni giovanili
- Campionato d'Europa Under-19: 1

Romania 2011
- Campionato d'Europa Under-21: 1

Israele 2013

#### Competizioni maggiori
- UEFA Nations League: 1

2022-2023
- Campionato d'Europa: 1

Germania 2024

### Individuale
- Squadra della stagione della UEFA Champions League: 3

2013-2014, 2016-2017, 2023-2024
- FIFPro World XI: 1

2024
- Squadra dell'anno IFFHS: 1

2024